# Shaun Evans
Shaun Francis Evans (Liverpool, 6 marzo 1980) è un attore britannico.

## Biografia
Evans cresce a Liverpool, Inghilterra, e, dopo aver frequentato un corso di recitazione alla National Youth Theatre, all'età di diciotto anni si trasferisce a Londra, dove frequenta la scuola di arti Guildhall School of Music and Drama. Interpreta il suo primo ruolo nella seconda stagione della serie televisiva Teachers, dove veste i panni del professore francese gay John Paul Keating. L'anno dopo, nel 2003, fa il suo esordio cinematografico nel film drammatico I ragazzi di Clare. Il suo primo film importante è La diva Julia - Being Julia (2004), tratto dal romanzo di William Somerset Maugham. Successivamente, appare in pellicole come Cashback (2006), The Situation (2006) e Gone - Passaggio per l'inferno (2007). Nel 2009 recita nell'horror drammatico Dread, al fianco di Jackson Rathbone.
Dal 2012 al 2023 indossa i panni di Endeavour Morse, protagonista della serie Il giovane ispettore Morse, basato sul personaggio creato dallo scrittore Colin Dexter.

## Filmografia

### Cinema
- I ragazzi di Clare (The Boys from County Clare), regia di John Irvin (2003)
- La diva Julia - Being Julia (Being Julia), regia di István Szabó (2004)
- Cashback, regia di Sean Ellis (2006)
- The Situation, regia di Philip Haas (2006)
- Sparkle, regia di Tom Hunsinger e Neil Hunter (2007)
- Gone - Passaggio per l'inferno (Gone), regia di Ringan Ledwidge (2007)
- Boy A, regia di John Crowley (2007)
- Telstar: The Joe Meek Story , regia di Nick Moran (2008)
- Princess Ka'iulani, regia di Marc Forby (2009)
- Dread, regia di Anthony DiBlasi (2009)
- Wreckers, regia di D. R. Hood (2011)

### Televisione
- Teachers – serie TV, 10 episodi (2002)
- The Project, regia di Peter Kosminsky – film TV (2002)
- The Virgin Queen – miniserie TV, episodio 1x04 (2006)
- Murder City – serie TV, episodio 2x03 (2006)
- L'ispettore Gently (Inspector George Gently) – serie TV, episodio 1x01 (2007)
- Ashes to Ashes – serie TV, episodio 2x01-2x03 (2009)
- The Take - Una storia criminale (The Take) – serie TV, episodi 1x01-1x02-1x03-1x04 (2009)
- Come Rain Come Shine, regia di David Drury – film TV (2010)
- The Defenders – serie TV, episodio 1x17 (2011)
- Monroe – serie TV, episodio 1x01 (2011)
- Il giovane ispettore Morse (Endeavour) – serie TV, 36 episodi (2012-2023)
- Whitechapel – serie TV, episodi 3x01-3x02 (2012)
- Silk – serie TV, episodi 2x04-2x05-2x06 (2012)
- The Last Weekend – serie TV, episodi 1x01-1x03-2x03 (2012)
- Vigil - Indagine a bordo (Vigil) – miniserie TV, 6 puntate (2021)

## Doppiatori italiani
Nelle versioni in italiano delle opere in cui ha recitato, Shaun Evans è stato doppiato da:
- Marco Vivio ne Il giovane ispettore Morse, Vigil - Indagine a bordo
- Francesco Pezzulli in La diva Julia - Being Julia